# Soldeu
Soldeu est une ville d'Andorre située dans la paroisse de Canillo. Elle comptait 587 habitants en 2021.

## Toponymie
Dans son Onomasticon Cataloniae, le linguiste catalan Joan Coromines étudie le toponyme Soldeu et déplore le faible nombre de formes toponymiques anciennes disponibles, ce qu'il attribue à l'isolement du village, situé à l'extrême nord-est de l'Andorre. La forme Saldeu est toutefois retrouvée à trois reprises au cours du XVIe siècle et du XVIIe siècle et permet d'étayer une origine ibérique à Soldeu à partir de la base Soldŭbe.
Cette même base serait à l'origine du toponyme Solduga dans le Pallars Sobirà ainsi que de celui de la cité ibérique de Salduie sur le site de l'actuelle Saragosse. Coromines rapproche également cette base de l'anthroponyme basque Çaldubi construit sur çaldi (« cheval ») et bi(-de) (« chemin ») et suppose un sens identique à Soldŭbe.

## Station de ski
La ville s'anime en hiver où elle est quasi uniquement dédiée au ski. La ville est d'ailleurs rattachée à la plus grande station de ski des Pyrénées Grand Valira. 
En 1963 les famílles Baró, Salvans et Torrallardona ont créé les pistes de ski à Soldeu, avant de les relier à celles d'El Tarter puis plus tard aux restes des domaines de Grand Valira.
Soldeu est située à une altitude de 1 710 mètres (c'est la deuxième ville la plus élevée de l'Andorre, après Le Pas de la Case (2 000-2 200 mètres), le domaine de ski culmine lui à 2 580 mètres. Ce domaine est par ailleurs le seul de la station à se reconvertir l'été pour accueillir des sentiers de vélos (VTT).
Les finales de la Coupe du Monde de ski alpin (neuf épreuves) saison 2018-2019 ont eu lieu à Soldeu à la mi-mars 2019. La descente masculine a débuté à 2 435 mètres (7 989 pieds) pour se terminer à 1 725 mètres (5 659 pieds), donnant un dénivelé de 710 mètres (2 329 pieds) et une longueur de 2,598 km (1,61 mille). Elle accueille à nouveau les finales à l'occasion de la saison 2022-2023.

## Démographie
La population de Soldeu était estimée en 1838 à 100 habitants et à 160 habitants en 1875.

### Époque contemporaine
| 1984 | 1985 | 1986 | 1987 | 1988 | 1989 | 1990 | 1991 | 1992 |
| ---- | ---- | ---- | ---- | ---- | ---- | ---- | ---- | ---- |
| 260  | 278  | 279  | 279  | 276  | 267  | 312  | 388  | 438  |

| 1993 | 1994 | 1995 | 1996 | 1997 | 1998 | 1999 | 2000 | 2001 |
| ---- | ---- | ---- | ---- | ---- | ---- | ---- | ---- | ---- |
| 465  | 492  | 516  | 529  | 539  | 559  | 551  | 556  | 554  |

| 2002 | 2003 | 2004 | 2005 | 2006 | 2007 | 2008 | 2009 | 2010 |
| ---- | ---- | ---- | ---- | ---- | ---- | ---- | ---- | ---- |
| 573  | 618  | 661  | 698  | 762  | 795  | 850  | 945  | 998  |

| 2011 | 2012 | 2013 | 2014 | 2015 | 2016 | 2017 | 2018 | 2019 |
| ---- | ---- | ---- | ---- | ---- | ---- | ---- | ---- | ---- |
| 733  | 588  | 589  | 602  | 559  | 569  | 636  | 529  | 514  |

| 2020 | 2021 | - | - | - | - | - | - | - |
| ---- | ---- | - | - | - | - | - | - | - |
| 504  | 587  | - | - | - | - | - | - | - |

## Patrimoine
L'église Saint-Barthélemy est protégée comme bien d'intérêt culturel.